# Skelton-in-Cleveland
Skelton-in-Cleveland is een plaats en civil parish in het Engelse graafschap North Yorkshire.